# Храм преподобного Іллі Муромця
Храм преподобного Іллі Муромця — храм УПЦ (Київська Митрополія) в Білій Церкві, на території військового шпиталю. Храм було названо на честь Преподобного Іллі Муромця Печерського, мощі якого знаходяться у Києво-Печерській Лаврі. Це святий, котрий оберігає і допомагає військовим.
Клуб «Честь» виступив з ініціативою побудувати храм на території госпіталю за кошти ветеранів Збройних сил України, офіцерів, прапорщиків, які служили та служать в нашому місті, меценатів України храм Преподобного Іллі Муромця Печерського, мощі якого знаходяться в Печерській Лаврі. Численні пацієнти госпіталю — військовослужбовці, ветерани війни та Збройних сил України, мешканці Білої Церкви матимуть можливість лікуватися фізично та духовно.
При храмі діє недільна школа.

## Історія
Храм знаходиться на території Білоцерківського військового госпіталю і був побудований за підтримки офіцерів клубу «Честь» і «Союзу ДВВПУ».
Освячення місця і закладка першого каменя храму відбулася 18 травня 2009 року.
21 липня 2011 архієпископ Білоцерківський і Богуславський Митрофан освятив накупольний хрест храму.
3 листопада 2012 храм освятили архієпископи Білоцерківський і Богуславський Августин, Луганський і Алчевський Митрофан, єпископ Ровеньківський Никодим.

## Галерея храму
|  |  |  |